# Pietro Maria Borghese
Pietro Maria Borghese (ur. 1599 w Sienie, zm. 15 czerwca 1642 w Rzymie) – włoski kardynał.
Był dalszym krewnym papieża Pawła V (1605-1621), jednak do Rzymu przybył dopiero po jego śmierci. 7 października 1624 papież Urban VIII mianował go kardynałem diakonem z tytułem San Giorgio in Velabro. Nominacja ta miała charakter tzw. gestu rendere il cappello. Zgodnie z obyczajem nowy papież na jednym ze swoich pierwszych konsystorzy w dowód wdzięczności powinien był obdarzyć purpurą kardynalską któregoś z krewnych papieża, od którego sam otrzymał nominację kardynalską. Ponieważ Urban VIII został mianowany kardynałem przez Pawła V z rodu Borghese, w ramach tego gestu zdecydował się mianować właśnie Pietra Marię.
Mianowany w wieku zaledwie 25 lat, nie za własne zasługi lecz za pochodzenie, Pietro Maria Borghese był przeciętnie uzdolniony i nie należał do wybitnych członków Świętego Kolegium. Wyznaczony został do pracy w Kongregacji Dobrego Rządu (Buongoverno), Kongregacji ds. Wód oraz Kongregacji ds. Obrzędów. Otrzymał też dochody z trzech bogatych opactw (m.in. Chiaravalle koło Piacenzy). Po śmierci swego krewnego Scipione Caffarelli-Borghese, siostrzeńca Pawła V, odziedziczył znaczną część jego ogromnego majątku, w tym bogatą kolekcję dzieł sztuki. Objął część stanowisk zajmowanych uprzednio przez Scipione, m.in. został protektorem Flandrii oraz protektorem zakonu oliwetanów. Od 1638 sprawował funkcję ambasadora (protektora) Republiki Genui przy Stolicy Apostolskiej. Choć urzędy te dawały mu pokaźne dochody i niemały prestiż, nie odgrywał większej roli w Kurii Rzymskiej.
Pietro Maria Borghese zmarł w swoim rzymskim pałacu w wieku zaledwie 43 lat. Pochowano go w kaplicy rodowej Borghese w bazylice S. Maria Maggiore w Rzymie.